# St.-Alexandri-Kirche (Eldagsen)

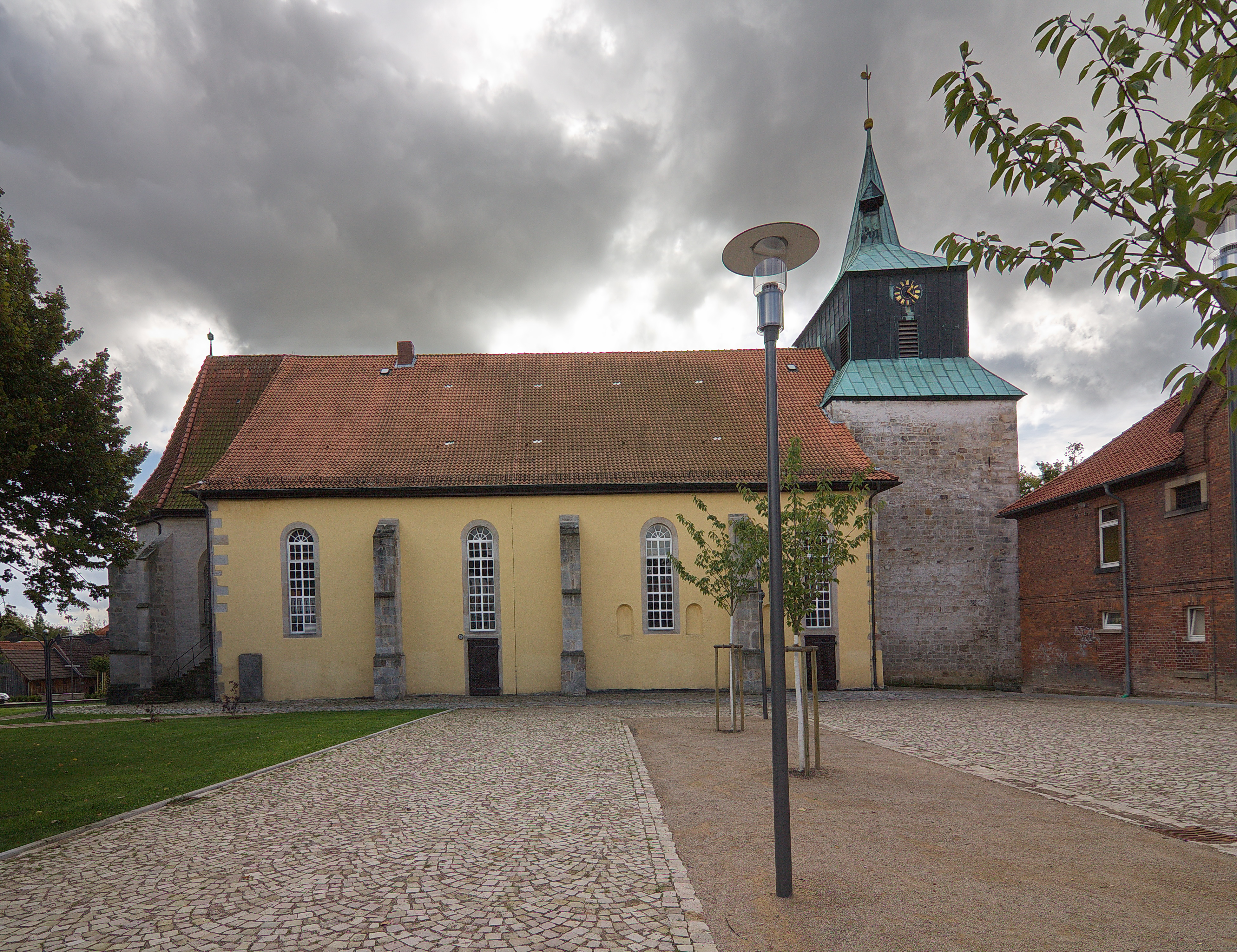
Die St.-Alexandri-Kirche in Eldagsen

Die evangelisch-lutherische St.-Alexandri-Kirche ist die Pfarrkirche des Ortes Eldagsen. Standort des denkmalgeschützten Kirchenbaus, dessen Ursprünge in das 8. Jahrhundert zurückreichen, ist der heutige Marktplatz 2.

## Geschichte

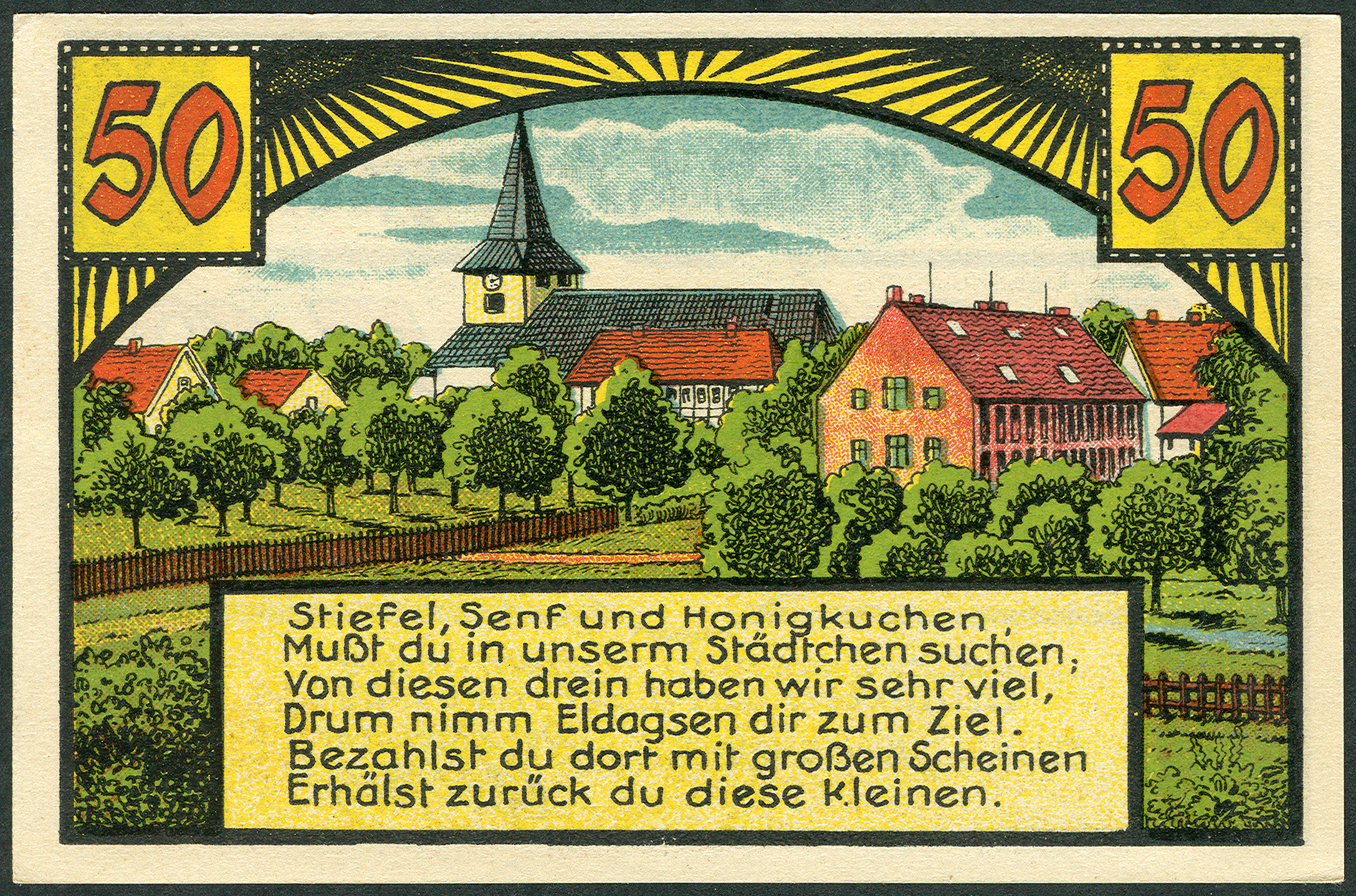
Blick von Süden auf die Kirche, das Pfarrhaus und die ehemalige Schule;
Sogenanntes Notgeld der Stadt Eldagsen 1921/22

Eine erste Holzkirche wurde in „Eildagessen“ im Jahr 775 als kleine Taufkirche errichtet, als König Karl der Große von Osten her durch das Gebiet der damaligen Sachsen zog. Um 785 wurde an Stelle der hölzernen Vorgängerin ein Fünfeck-Neubau geplant, der jedoch nicht über die Fundamentierung herauskam.
Im Jahr der Gründung des Bistums Elze im Jahr 796 wurde die Kirche diesem Bistum als Mutterkirche zugeordnet und auf dem Fundament der Fünfeck-Kirche eine Hallenkirche errichtet. Ebenfalls aus der Zeit um 796 und damit der Frühzeit der Christianisierung wird eines der ältesten bei späteren Ausgrabungen aufgefundenen Artefakte datiert, das dann in der Halle im Kirchturms aufgerichtet wurde: Der Rest eines sandsteinernen Tympanons mit einer bildhaften Darstellung aus der Offenbarung des Johannes zeigt, umgeben vom Baum der Erkenntnis und dem Baum des Lebens, das Lamm Gottes bei der Bezwingung eines geflügelten Lindwurms, den Drachen Babylon. Das Bistum wurde bereits 815 nach Hildesheim verlegt.
Um 1100 wurde die Kirche zur Archidiakonskirche erhoben, also zum Sitz des Vertreters des Bischofs. Bis 1150 wurde die Kirche unter dem Einfluss der Edelherren von Völksen-Heusen (Hogisim) beziehungsweise Völksen-Heusen-Higesim-Haldessen zur dreischiffigen Kreuzbasilika ausgebaut und diente als Grablege der Edelherren. An der Turmwand sind einige Grabplatten aus dieser Zeit ausgestellt.
Mit der Gründung des Ortes Eldagsen 1254 lag die Kirche am Marktplatz. 1350 wurde die Kirche erweitert. Zwischen den Jahren 1479 und 1488 folgten weitere Erweiterungen, ein neuer Flügelaltar wurde angeschafft.
Im Zuge der Reformation wurde Bernhard Lange erster evangelischer Prediger an St. Alexandri, jedoch schon bald durch das von Herzog  Erich II. angewandte Augsburger Interim wieder vertrieben.
Während des Dreißigjährigen Kriegs wurde die Kirche stark beschädigt, als 1626 der gesamte Ort niederbrannte. Dabei wurden auch die Glocken im Turm zerstört, während der Flügelaltar verschont blieb. Im Jahr 1628 schenkte der damalige Herzog von Calenberg-Wolfenbüttel der Kirchengemeinde eine noch heute erhaltene Glocke, 16 Jahre später folgten zwei weitere Glocken, von denen eine ebenfalls erhalten ist. 1698 wurde das baufällige gotische Gewölbe abgerissen und das Kirchenschiff bis 1709 mit einem barocken Tonnengewölbe und einem Dach, das alle drei Kirchenschiffe verband, versehen. Damit erhielt die Kirche ihre heutige Gestalt.
In den Folgejahren wurde das Kirchengebäude mehrfach renoviert und 1854 folgte der Einbau einer Furtwängler-Orgel. 1962 wurde der Altar restauriert und 2005 wurden die beiden historischen Glocken instand gesetzt.

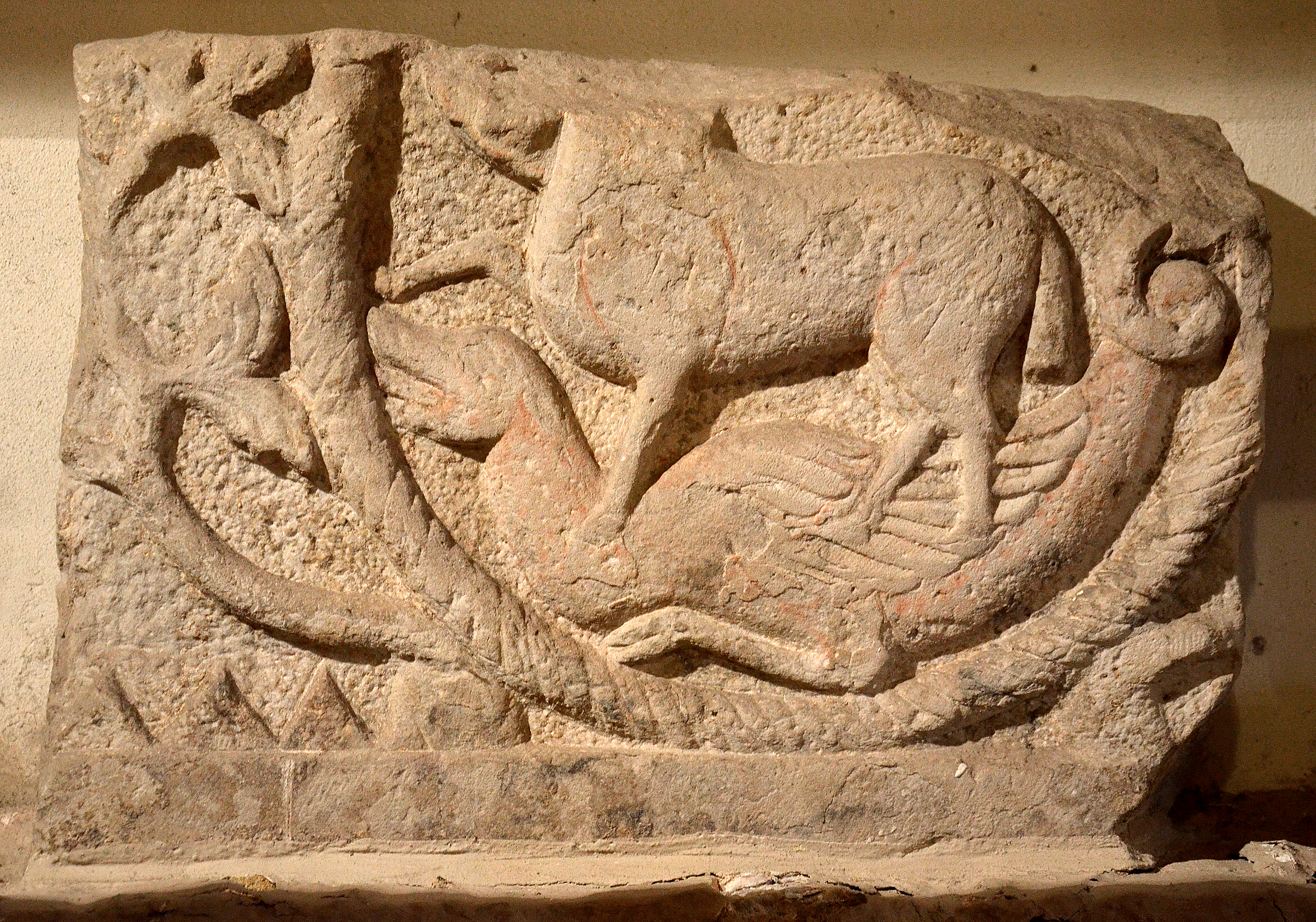
Das Lamm Gottes besiegt den Lindwurm; Rest eines Tympanons, um 796
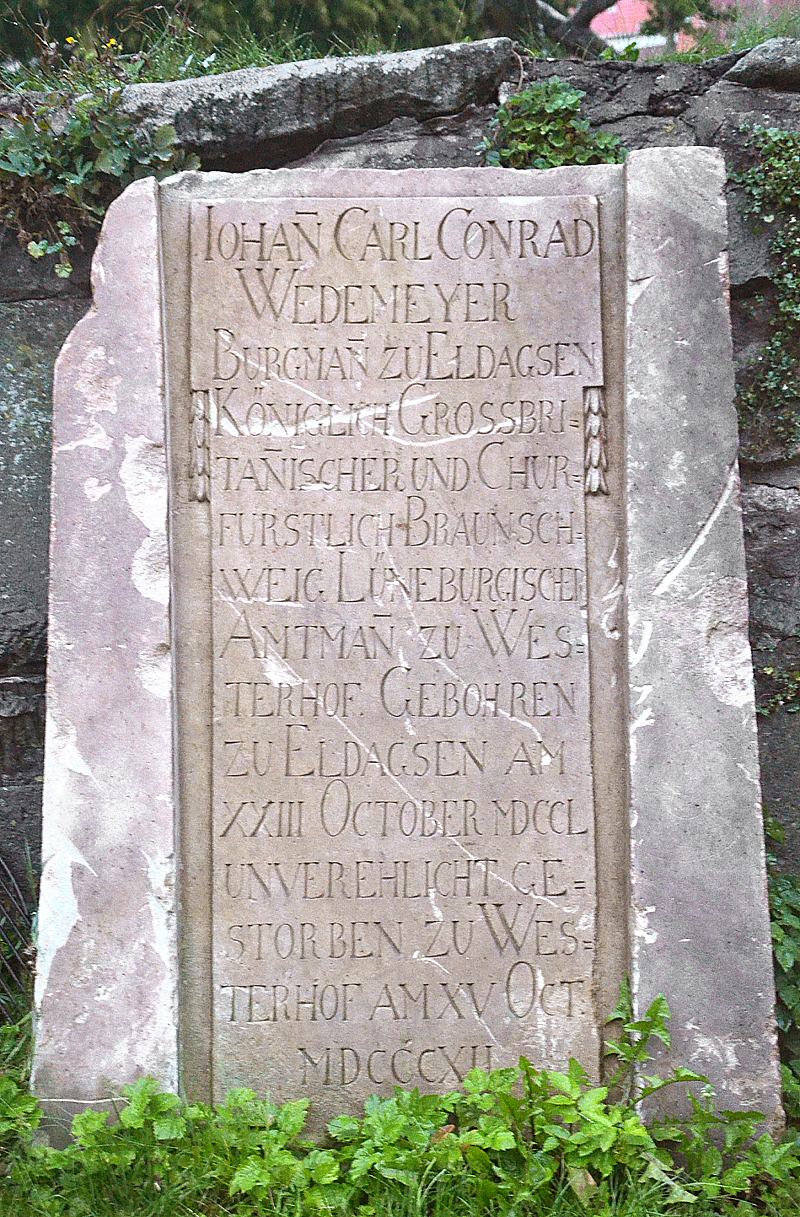
Bei Grabungen bei der Kirche aufgefundener Grabstein des Johann Carl Conrad Wedemeyer (1750–1812) „Amtmann zu Westerhof“
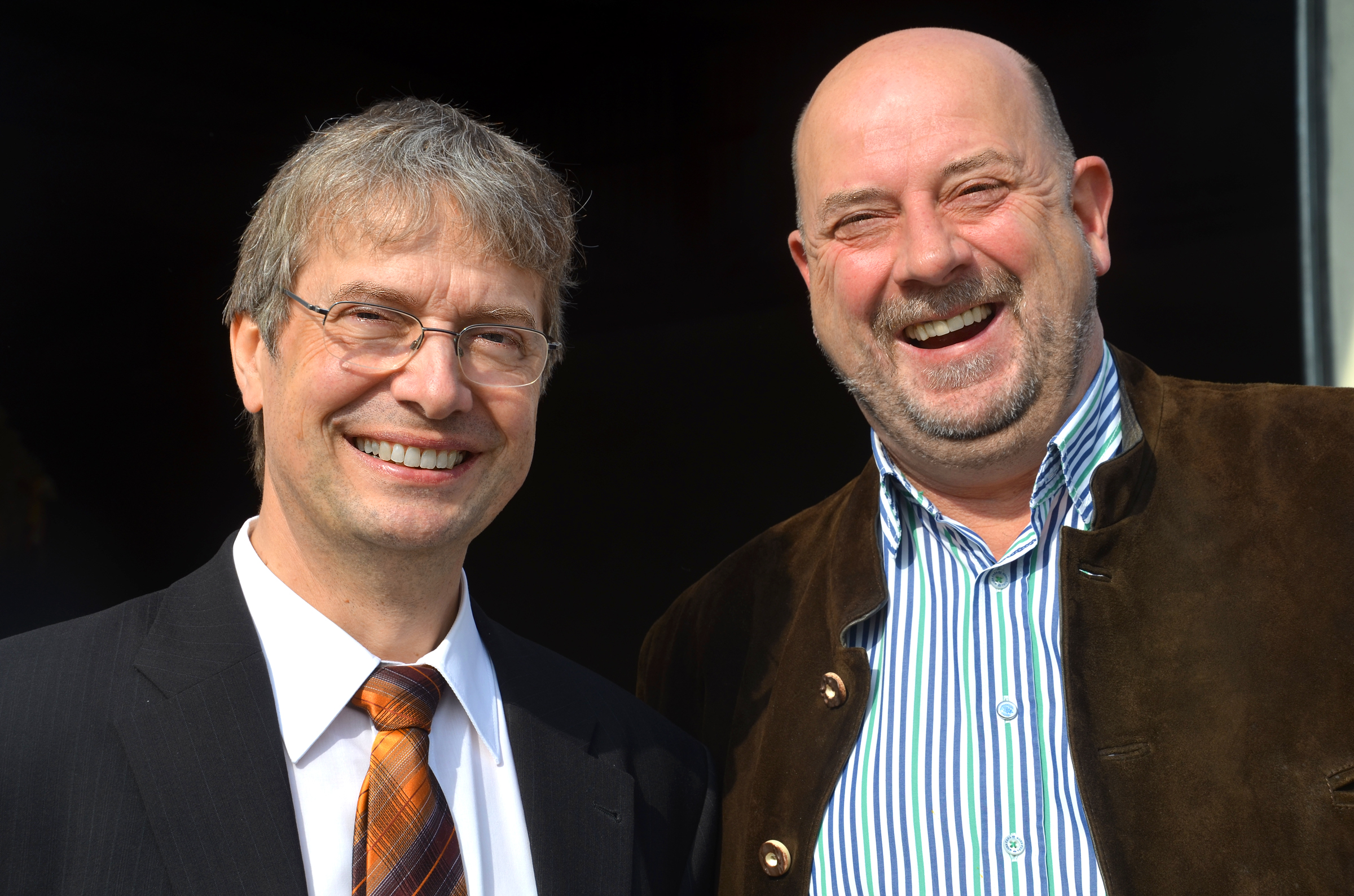
Pastor Gerhard Flade (links) 2015 mit dem damaligen Ortsbürgermeister Ralf Burmeister
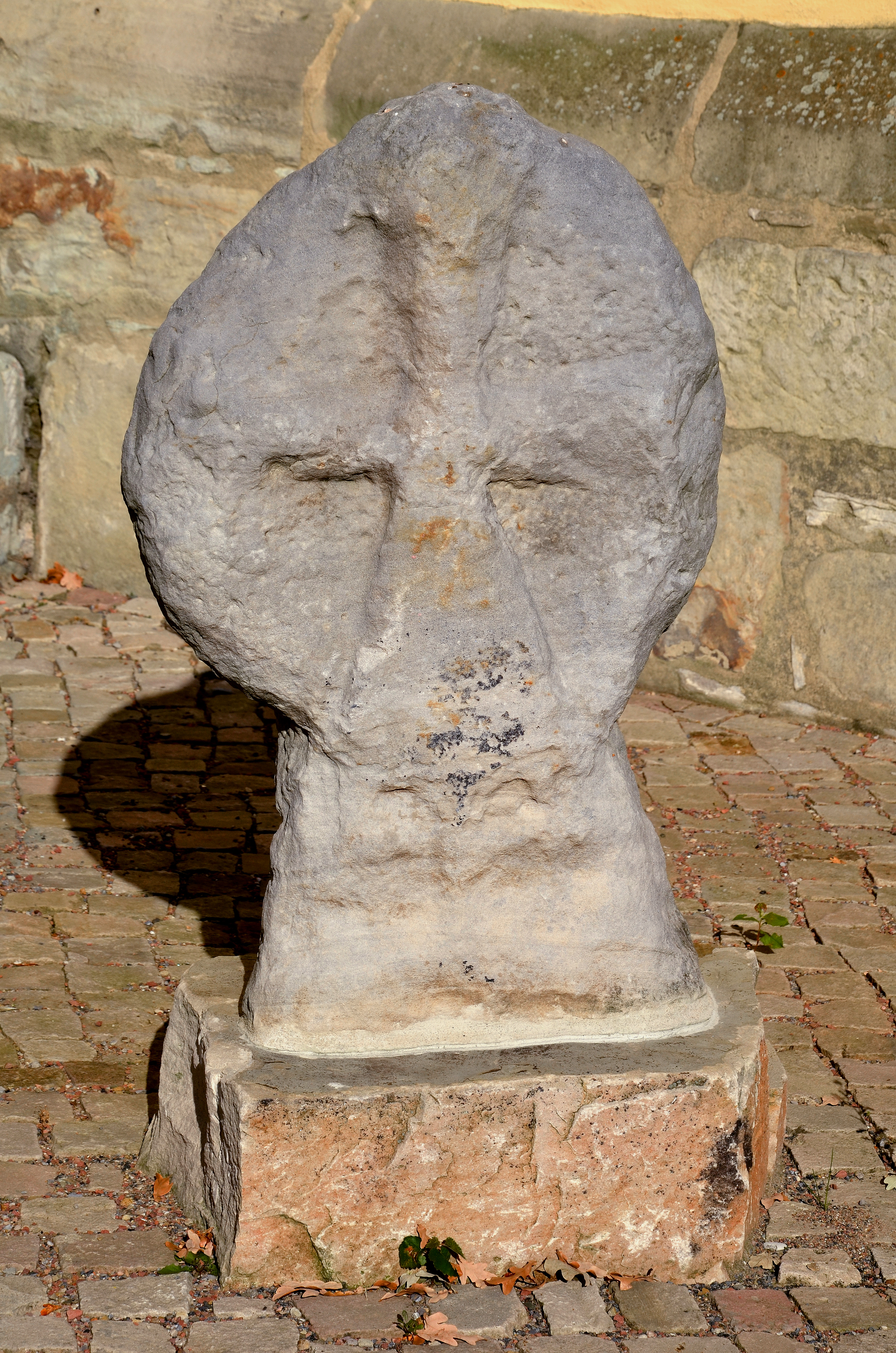
Der Alexanderstein an der Kirche

### Ausgrabungen
Erste Ausgrabungen an der Kirche erfolgten auf kleinen Flächen im Bereich des Kirchturms in den Jahren 1963 bis 1965 und 1970. Aufgrund bauliche Umgestaltungen auf dem Kirch- und Marktplatz im Rahmen einer Stadtsanierung kam es 2013 zu großflächigen Ausgrabungen im näheren Umfeld der St. Alexandri-Kirche. Sie erfolgten auf dem die Kirche umgebenden alten Friedhof noch vor Baubeginn und dauerten von März bis August 2013 an. Die archäologischen Untersuchungen wurden von einem Grabungsunternehmen und dem Niedersächsischen Landesamt für Denkmalpflege durchgeführt. Sie erbrachten neue Erkenntnisse zur Baugeschichte der Kirche und der Nutzung des umgebenden Areals. Im Boden konnten 356 Bestattungen und 57 Bau- sowie Siedlungsstrukturen festgestellt werden, was eine nicht erwartete Fundhäufigkeit darstellte. Bei den Grabungen fanden sich zum Teil Bestattungsreste in nur 20 cm Tiefe. Die Gräber waren auf engstem Raum angelegt. Dadurch gab es häufig Grabstörungen und Grabüberlagerungen in bis zu fünf Schichten. Es ist überliefert, dass im frühen 19. Jahrhundert eine Friedhofseinfriedung erfolgte, da Schweine menschliche Knochen aus der Erde wühlten. Bemerkenswert waren vier aus Ziegeln gemauerte Grüfte unter der Pflasterung direkt am Kirchenchor mit einer Tiefe von 1,5 Meter. An dem ergrabenen Knochenmaterial werden anthropologische Untersuchungen durch die Universität Göttingen vorgenommen. Sie sollen Erkenntnisse über die Lebensbedingungen der in Eldagsen ansässigen Bevölkerung und ihre demografische Entwicklung vom Mittelalter bis ins 19. Jahrhundert liefern. Teilweise haben die freigelegten Skelette ein Alter von 1000 Jahren.
An Funden aus den Grablegen wurden unter anderem eiserne Sargnägel und -griffe, Drapiernadeln aus Buntmetall, Münzen sowie Ringe geborgen. Der herausragendste Fund ist ein Fingerring aus Gold, der sich außerhalb einer Bestattung fand. Er wird für einen Bischofsring gehalten und lässt sich anhand von Vergleichsstücken aus verschiedenen Bischofsgräbern, wie Albero von Montreuil, Absalon von Lund, Ranulf Flambard und Roger de Vico Pisano, in die zweite Hälfte des 12. Jahrhunderts datieren. Der im Ring ehemals eingefasste Schmuckstein ist nicht erhalten. Der Goldring wird einer umfassenden metallurgischen Untersuchung unter Einbeziehung von Vergleichsstücken aus dem In- und Ausland unterzogen. Die Untersuchungen werden beim Institut für Anorganische Chemie der Leibniz Universität Hannover vom Arbeitskreis Archäometrie vorgenommen.